# Nortia dembickyi
Nortia dembickyi är en skalbaggsart som beskrevs av Holzschuh 1995. Nortia dembickyi ingår i släktet Nortia och familjen långhorningar. Inga underarter finns listade i Catalogue of Life.